# Liste der Wahlbezirke in der Markgrafschaft Mähren
Diese Liste der Wahlbezirke in der Markgrafschaft Mähren listet alle Wahlbezirke im Kronland Mähren für die Wahlen des Österreichischen Abgeordnetenhauses auf. Die Wahlbezirke bestanden zwischen 1907 und 1918.

## Geschichte
Nachdem der Reichsrat im Herbst 1906 das allgemeine, gleiche, geheime und direkte Männerwahlrecht beschlossen hatte, wurde mit 26. Jänner 1907 die große Wahlrechtsreform durch Sanktionierung von Kaiser Franz Joseph I. gültig. Mit der neuen Reichsratswahlordnung schuf man insgesamt 480 Wahlbezirke mit in der Regel je einem zu wählenden Abgeordneten, der durch Direktwahl mit allfälliger Stichwahl bestimmt wurde. In Mähren hatten vor der Abschaffung des Klassenwahlrechts 40 Wahlkreise bestanden, wobei die Städte 13 Abgeordnete, die Landgemeinden 11, die Großgrundbesitzer neun, die Allgemeine Wählerklasse vier und die Handels- und Gewerbekammern drei Abgeordneten entsandten. Mit der Einführung des allgemeinen Männerwahlrechts wurden in Mähren 49 Wahlbezirke geschaffen, wobei diese ethnisch in 25 tschechische und 19 deutsche Wahlbezirke unterteilt waren.  Neben je 10 Städtewahlkreisen, in denen die Wahlberechtigten einer Reihe von Städten, Märkten und Gemeinden zusammengefasst wurden existierten 20 bzw. neun Landgemeindewahlkreise, die wiederum aus einer gewissen Anzahl von Gerichtsbezirken ohne die Gemeinden der Städtewahlkreise bestanden.

## Wahlbezirke
Die Tabelle enthält im Einzelnen folgende Informationen:
| Nr.:           | Nummer des Wahlkreises mit Link zum Wahlbezirksartikel |
| Wahlbezirktyp: | Angabe, ob es sich um einen Städtewahlkreis oder Landgemeindenwahlkreis handelt |
| Region:        | Städte oder Gerichtsbezirke, die zum Wahlbezirk gehören. Die Landgemeindewahlkreise umfassen die angegebenen Gerichtsbezirke ohne die in den Wahlbezirken 1 bis 10 enthaltenen Städte und Ortschaften. Bei den mit „*“ gekennzeichneten Ortsbezeichnungen sind die gleichnamigen „Israelitengemeinden“ miteingeschlossen. |
| WB:            | Anzahl der Wahlberechtigten bei der Reichsratswahl 1911 |
| Partei 1907:   | Parteizugehörigkeit des Abgeordneten des Wahlbezirks bezogen auf die Reichsratswahl 1907 |
| Partei 1911:   | Parteizugehörigkeit des Abgeordneten des Wahlbezirks bezogen auf die Reichsratswahl 1911 AT=Alttschechen, ČA=Tschechische Agrarier, CSP=Christlichsoziale Partei, ČSNS=Tschechische national-soziale Partei, ČSSD= Tschechische Sozialdemokratische Partei, CSSP=Česká strana státoprávně pokroková, JZ=Jungtschechen, KSNM=Katholische Volkspartei in Mähren, DAP=Deutsche Agrarpartei, DRP= Deutschradikale Partei, DFP=Deutsche Fortschrittspartei, SDAP=Sozialdemokratische Arbeiterpartei. |

| Nr.           | Wahlbezirktyp          | Region | WB     | Partei 1907 | Partei 1911 |
| ------------- | ---------------------- | --- | ------ | ----------- | ----------- |
| 1 (böhmisch)  | Stadtwahlkreis         | Brünn | 11.338 | JT          | ČSNS        |
| 2 (böhmisch)  | Stadtwahlkreis         | Butschowitz, Austerlitz*, Königsfeld, Hussowitz, Schimitz, Lösch, Eibenschitz*, Kanitz*, Rossitz | 11.014 | ČSSD        | ČSSD        |
| 3 (böhmisch)  | Stadtwahlkreis         | Hotzenplotz, Hennersdorf, Frankstadt, Mährisch Ostrau, Witkowitz, Oderfurt, Marienberg, Mistek, Friedland, Braunsberg | 10.888 | ČSSD        | ČSSD        |
| 4 (böhmisch)  | Stadtwahlkreis         | Rožnau, Wsetin, Wiskowitz, Wallachisch Klobouk, Bistritz am Hostein, Bojkowitz, Freiberg, Resselsdorf, Neutitschein, Stramberg, Zlin, Wallachisch Meseritsch, Krasna | 9.199  | ČSRP        | ČSRP        |
| 5 (böhmisch)  | Stadtwahlkreis         | Zdounek, Holleschau*, Napajedl, Steinitz, Kloubouk, Kremsier, Hullein, Wischau, Eiwanowitz, Koritschan | 9.072  | AT          | ČSSP        |
| 6 (böhmisch)  | Stadtwahlkreis         | Straßnitz*, Gröding, Gaya*, Ungarisch Hradisch, Altstadt, Bisenz*, Wessely*, Wessley Vorstadt, Ungarisch Ostra*, Ungarisch Ostra Vorstadt, Lundenburg*, Kostel*, Ungarisch Brod*, Luhatschowitz | 9.026  | JT          | ČSSP        |
| 7 (böhmisch)  | Stadtwahlkreis         | Jamnitz, Trebitsch*, Namiest, Hrottowitz, Pohrlitz*, Auspitz, Nikolsburg*, Joslowitz, Frain, Teltsch, Znaim, Jaispitz, Mährisch Budwitz, Jarmeritz, Großseelowitz, Mährisch Kromau, Mißlitz*, Datschitz, Zlabings | 7.600  | ČSSD        | ČSNS        |
| 8 (böhmisch)  | Stadtwahlkreis         | Prerau*, Leipnik*, Fulnek, Kojetein, Tobitschau, Mährisch Weißkirchen*, Keltsch, Bodenstadt, Drahotusch | 8.657  | AT          | ČSSD        |
| 9 (böhmisch)  | Stadtwahlkreis         | Blansko, Kunstadt, Neustadtl, Saar, Tischnowitz, Großmeseritsch, Großbittesch, Gewitsch*, Mährisch Trübau, Zwittau, Brüsau, Iglau, Triesch, Stannern, Boskowitz*, Lettowitz, Bystrřitz ob Pernstein | 9.213  | JT          |             |
| 10 (böhmisch) | Stadtwahlkreis         | Proßnitz*, Plumenau, Littau, Sternberg, Mährisch Neustadt, Hohenstadt, Römerstadt, Olmütz, Neugasse, Müglitz, Loschitz, Mährisch Aussee, Konitz, Deutschbrodek, Mährisch Altstadt, Hannsdorf, Schildberg, Mährisch Rothwasser, Hof, Bärn, Stadt Liebau, Bautsch, Mährisch Schönberg, Deutschliebau, Frankstadt, Halbseit, Reitendorf, Wiesenberg, Zöptau, Großullersdorf | 9.547  | AT          | ČSSD        |
| 11 (böhmisch) | Landgemeindenwahlkreis | Gerichtsbezirk Brünn Umgebung | 13.937 | JT          | ČSSD        |
| 12 (böhmisch) | Landgemeindenwahlkreis | Gerichtsbezirke Wischau, Austerlitz, Butschowitz | 16.498 | KSNM        |             |
| 13 (böhmisch) | Landgemeindenwahlkreis | Gerichtsbezirke Prerau, Kojetein, Holleschau | 14.757 | ČA          | ČA          |
| 14 (böhmisch) | Landgemeindenwahlkreis | Gerichtsbezirke Kremsier, Zdounek, Napajedl | 13.878 | KSNM        | ČA          |
| 15 (böhmisch) | Landgemeindenwahlkreis | Gerichtsbezirke Mährisch Weißkirchen, Leipnik, Bistritz am Hostein, Wallachisch Meseritsch | 13.745 | KSNM        | KSNM        |
| 16 (böhmisch) | Landgemeindenwahlkreis | Gerichtsbezirke Ungarisch Hradisch, Ungarisch Ostra, Straßnitz | 16.684 | KSNM        | KSNM        |
| 17 (böhmisch) | Landgemeindenwahlkreis | Gerichtsbezirke Ungarisch Brod, Bojkowotz, Wallachisch Klobouk | 12.110 | KSNM        | KSNM        |
| 18 (böhmisch) | Landgemeindenwahlkreis | Gerichtsbezirke Wiskowitz, Wsetin, Rožnau | 13.843 | KSNM        | KSNM        |
| 19 (böhmisch) | Landgemeindenwahlkreis | Gerichtsbezirke Neutitschein, Fulnek, Mährisch Ostrau, Mistek, Freiberg, Frankstadt | 15.916 | ČSSD        | ČSSD        |
| 20 (böhmisch) | Landgemeindenwahlkreis | Gerichtsbezirke Olmütz, Sternberg, Hof, Stadt Liebau, Hennersdorf, Hotzenplotz sowie die mährischen Enklaven der Gerichtsbezirke Troppau und Wagstadt | 14.615 | ČA          | ČA          |
| 21 (böhmisch) | Landgemeindenwahlkreis | Gerichtsbezirke Mährisch Neustadt, Littau, Müglitz, Hohenstadt, Schildberg, Mährisch Schönberg, Mährisch Altstadt, Wiesenberg, Römerstadt | 14.979 | AT          | ČSSD        |
| 22 (böhmisch) | Landgemeindenwahlkreis | Gerichtsbezirke Proßnitz, Plumenau, Konitz | 13.698 |             | KSNM        |
| 23 (böhmisch) | Landgemeindenwahlkreis | Gerichtsbezirke Boskowitz, Mährisch Trübau, Zwittau, Gewitsch, Kunstadt | 13.767 | KSNM        | ČSSD        |
| 24 (böhmisch) | Landgemeindenwahlkreis | Gerichtsbezirke Blasko, Tischowitz, Großbittesch | 15.450 | ČSSD        | ČSSD        |
| 25 (böhmisch) | Landgemeindenwahlkreis | Gerichtsbezirke Bystřitz, Neustadtl, Großmeseritsch | 13.535 | ČA          | KSNM        |
| 26 (böhmisch) | Landgemeindenwahlkreis | Gerichtsbezirke Trebitsch, Namiest, Jamnitz, Mährisch Budwitz | 14.588 | KSNM        | ČA          |
| 27 (böhmisch) | Landgemeindenwahlkreis | Gerichtsbezirke Iglau, Teltsch, Datschitz, Saar | 15.762 | ČA          | ČA          |
| 28 (böhmisch) | Landgemeindenwahlkreis | Gerichtsbezirke Mährisch Kromau, Eibenschitz, Znaim, Frain, Joslowitz, Hrottowitz | 14.796 | KSNM        | ČSSD        |
| 29 (böhmisch) | Landgemeindenwahlkreis | Gerichtsbezirke Auspitz, Seelowitz, Nikolsburg, Pohrlitz, Lundenburg, Klobouk | 15.376 | KSNM        | KSNM        |
| 30 (böhmisch) | Landgemeindenwahlkreis | Gerichtsbezirke Göding, Gaya, Steinitz | 13.829 | AT          | ČA          |
| 1 (deutsch)   | Stadtwahlkreis         | I., III. und IV Gemeindebezirk von Brünn | 11.117 | DFP         | DFP         |
| 2 (deutsch)   | Stadtwahlkreis         | II. Gemeindebezirk von Brünn sowie Königsfeld, Hussowitz, Schimitz, Lösch | 9.787  | DFP         | DFP         |
| 3 (deutsch)   | Stadtwahlkreis         | Sternberg, Zdounek, Plumenau, Austerlitz*, Butschowitz, Proßnitz*, Steinitz, Olmütz, Neugasse, Kojetein, Tobitschau, Kremsier, Hullein, Wischau, Eiwanowitz, Gaya*, Koritschan | 7.367  | DFP         | DFP         |
| 4 (deutsch)   | Stadtwahlkreis         | Trebitsch*, Großmeseritsch, Saar, Neustadtl, Großbittesch, Tischnowitz, Kunstadt, Gewitsch*. Teltsch, Hrottowitz, Namiest, Blansko, Iglau, Stannern, Triesch, Boskowitz*, Lettowitzm Konitzm Deutschbrodek, Bystřitz ob Pernstein | 5.226  | DFP         | DFP         |
| 5 (deutsch)   | Stadtwahlkreis         | Nikolsburg*, Pohrlitz*, Auspitzm Göding, Klobouk, Straßnitz, Bojkowitz, Großseelowitz, Lundenburg*, Kostel*, Kanitz*, Ungarisch Hradisch, Altstadt, Ungarisch Brod*, Luhatschowitz, Ungarisch Ostra*, Ungarisch Ostra Vorstadt, Wessely*, Wessely Vorstadt, Bisenz* | 6.165  | DFP         | DFP         |
| 6 (deutsch)   | Stadtwahlkreis         | Joslowitz, Frain, Jamnitz, Znaim, Jaispitz, Datschitz, Tlabings, Mährisch Kromau, Mißlitz*, Mährisch Budwitz, Jarmeritz, Eibenschitz*, Rossitz | 5.081  | DVP         | DRP         |
| 7 (deutsch)   | Stadtwahlkreis         | Mährisch Trübau, Hohenstadt, Littau, Mährisch Neustadt, Müglitz, Loschitz, Mährisch Aussee, Schildberg, Mährisch Rothwasser, Zwittau, Brüsau | 7.598  | DVP         | DVP         |
| 8 (deutsch)   | Stadtwahlkreis         | Römerstadt, Hennersdorf, Hotzenplotz, Mährisch Schönberg, Reitendorf, Frankstadt, Halbseit, Deutschliebenau, Wiesenberg, Großpullersdorf, Zöptau, Mährisch Altstadt, Hannsdorf | 9.051  | DVP         | DVP         |
| 9 (deutsch)   | Stadtwahlkreis         | Fulnek, Leipnik*, Holleschau*, Prerau*, Bistritz am Hostein, Mährisch Weißkirchen*, Bodenstadt, Keltsch, Drahotusch, Hof, Bärn, Stadt Liebau, Bautsch, Neutitschein, Stramberg, Freiberg, Nesselsdorf, Napajedl, Zlin | 7.435  | SDAP        | DVP         |
| 10 (deutsch)  | Stadtwahlkreis         | Frankstadt, Rožnau, Wsetin, Wallachisch Klobouk, Wiskowitz, Mährisch Ostrau, Marienberg, Oderfurt, Witkowitz, Mistek, Friedland, Braunsberg, Wallachisch Meseritsch, Krasna | 11.275 | DFP         | DFP         |
| 11 (deutsch)  | Landgemeindenwahlkreis | Gerichtsbezirke Znaim, Jamnitz, Frain, Datschitz, Teltsch, Mährisch Budwitz, Trebitsch, | 10.029 | DVP         | DVP         |
| 12 (deutsch)  | Landgemeindenwahlkreis | Gerichtsbezirke Mährisch Kromau, Auspitz, Seelowitz, Brünn Umgebung, Pohrlitz, Wischau, Namiest, Hrottowitz, Eibenschitz, Klobouk, Austerlitz, Butschowitz, Gaya, Steinitz, | 9.506  | DVP         | DAP         |
| 13 (deutsch)  | Landgemeindenwahlkreis | Gerichtsbezirke Mährisch Weißkirchen, Neutitschein, Freiberg, Fulnek, Mährisch Ostrau, Mistek, Frankstadt, Roznau, Wsetin, Wallachisch Klobouk, Wallachisch Meseritsch, Ungarisch Brod, Napajedl, Holleschau, Bistritz am Hostein, Wiskowitz, Bojkowitz, Straßnitz, Ungarisch Ostra, Ungarisch Hradisch,                                                                 | 7.487  | DVP         | DAP         |
| 14 (deutsch)  | Landgemeindenwahlkreis | Hennersdorf, Hotzenplotz, die mährischen Enklaven der Gerichtsbezirke Troppau und Wagstadt sowie die Gerichtsbezirke Stadt Liebenau, Hof, Leipnik | 7.094  | DAP         | DAP         |
| 15 (deutsch)  | Landgemeindenwahlkreis | Gerichtsbezirke Olmütz, Römerstadt, Sternberg, | 10.369 | SDAP        | DRP         |
| 16 (deutsch)  | Landgemeindenwahlkreis | Gerichtsbezirke Mährisch Altstadt, Schildberg, Mährisch Schönberg, Wiesenberg | 8.617  | SDAP        | DRP         |
| 17 (deutsch)  | Landgemeindenwahlkreis | Gerichtsbezirke Hohenstadt, Mährisch Neustadt, Müglitz, Littau, Konitz, Plumenau, Proßnitz, Prerau, Kojetein, Kremsier, Zdounek | 7.684  | DRP         | DRP         |
| 18 (deutsch)  | Landgemeindenwahlkreis | Gerichtsbezirk Mährisch Trübau, Zwittau, Iglau, Kunstadt, Tischowitz, Großmeseritsch, Neustadtl, Bystritz, Saar, Gewitsch, Blansko, Boskowitz | 9.836  | CSP         | DAP         |
| 19 (deutsch)  | Landgemeindenwahlkreis | Gerichtsbezirke Joslowitz, Nikolsburg, Lundenburg, Göding | 9.958  | DVP         | DAP         |